# Batalla de Famaillá
La Batalla de Famaillá o Batalla del Monte Grande (Famaillá, provincia de Tucumán, Argentina, 19 de septiembre de 1841) terminó con la victoria del ejército federal argentino, al mando del expresidente uruguayo Manuel Oribe, sobre el ejército unitario del general Juan Lavalle, durante las guerras civiles argentinas.

## Antecedentes
Tras el fracaso del ejército de Lavalle en ocupar Buenos Aires y su derrota en la batalla de Quebracho Herrado, su ejército (de apenas 1100 sobrevivientes) y el que estaba al mando del general Gregorio Aráoz de Lamadrid debieron abandonar la provincia de Córdoba, dirigiéndose a las provincias del norte argentino, donde la alianza conocida como Coalición del Norte, de inspiración unitaria, había logrado reunir poderosas fuerzas para luchar contra Juan Manuel de Rosas y sus aliados, quienes habían reunido más de 17 000 hombres.
Mientras Lamadrid reunía un nuevo ejército en la provincia de Tucumán, Lavalle hizo una campaña de varios meses en la de La Rioja con 1000 hombres, para demorar a Oribe y darle tiempo a su aliado de terminar de prepararse. Este último concentraba sus fuerzas en Santiago del Estero e iniciaría su marcha al norte el 2 de septiembre. Para abrir nuevos frentes, envió también dos divisiones, una a Santiago del Estero, que fracasó sin luchar, y otra hacia Cuyo, que fue destrozada en la batalla de San Cala.
Frente a la abrumadora superioridad numérica de los federales de José Félix Aldao, quien contaba con 12 000 o 13 000 hombres (2500 hombres bajo su propio mando, 7000 soldados dirigidos por Oribe y no menos de 1000 montoneros catamarqueños en operaciones), Lavalle con sus mermadas fuerzas (600 sobrevivientes de San Cala a su mando, 809 riojanos del general Pedernera y sus 100 escoltas al mando del comandante Hornos) fue finalmente obligado a retroceder hacia Catamarca organizando una campaña de guerrillas, donde se volvieron a dividir las provincias con Lamadrid: este iría a Cuyo a insurreccionarla contra el régimen de Juan Manuel de Rosas con 3000 hombres, mientras Lavalle esperaría a Oribe en Tucumán, uniendo sus fuerzas a las del gobernador de esa provincia, Marco Avellaneda, que le aportó cerca de 1000 montoneros. Hacia allí marchó también Oribe con 3000 hombres (800 infantes, 1200 jinetes porteños y 1000 santiagueños con 6 cañones), deseando resolver de una vez esa guerra (recibiendo el soporte de 1000 hombres del general Eugenio Garzón), mientras mandaba al general Ángel Pacheco con 2000 soldados a perseguir a Lamadrid.

## Desarrollo
Dándose cuenta de su inferioridad y suponiendo que la mitad de las fuerzas enemigas debían estar en la ciudad, Lavalle marchó desde su campamento en Los Nogales en la noche del 14 de septiembre para atacar por sorpresa. Su plan era atrapar a Oribe entre Tucumán y su ejército. El 15 estaba en Lules y al amanecer el 16 estaba en Famaillá, villa que estaba despoblada, sus habitantes habían huido a las sierras cercanas. Acampó a orillas del río Balderrama, el 17 siguió a la estancia La Florida y al alba del 18 llegó a Negro Potrero. Allí, esa noche, atravesó el río Famaillá.
Las fuerzas de Lavalle eran unos 1300 hombres, y el ejército federal tenía unos 2200, una vez desprendidas de él 1300 tropas que, al mando del general Garzón, ocuparon la ciudad de Tucumán. La infantería unitaria no pasaba los 100 hombres armados con fusiles viejos y en malas condiciones. En el ejército unitario formaban Marco Avellaneda, Juan Esteban Pedernera, Manuel Hornos y otros notables. Entre los federales figuraban Juan Felipe Ibarra, José Martín Ferreyra, Celedonio Gutiérrez, Hilario Lagos y Mariano Maza. 
Amaneció el 19 con ambos ejércitos a la vista el uno del otro. Lavalle formó a espaldas de Oribe, quien ordenó a sus fuerzas voltear y avanzar. Los unitarios apoyaban un costado en una arboleda llamada Monte Grande. La caballería federal ocupaba los flancos, a la izquierda Ibarra y a la derecha Lagos, al centro la infantería de Mariano Maza. Tenían dos escuadrones de reserva, un cuadro de oficiales orientales y la escolta de Oribe. Lavalle tenía a la izquierda la caballería de Pedernera y a la derecha los milicianos tucumanos de los coroneles José Ignacio Murga y Manuel Torres de la Rambla. La infantería y tres cañones los mandaba el comandante Estanislao del Campo y la reserva estaba a cargo de Hornos. Antes del combate Maza desafió a Pedernera a duelo personal pero nada se concretó.
A las 07:00 horas Oribe ordenó avanzar y lanzó guerrillas desde su derecha. Los unitarios respondieron con escuadrones, pronto el combate se volvió general. Lavalle ordenó un ataque por el flanco izquierdo a Pedernera para resolver la lucha mientras su artillería forzaba a los infantes de Oribe a tenderse inmóviles en el suelo. La victoria unitaria parecía cerca cuando los jinetes de Lagos retrocedieron, pero entonces dieron vueltas y atacaron al enemigo que colapso. El jefe unitario ordenó a su escolta atacar el flanco derecho enemigo y tuvo un éxito inicial pero al no tener apoyos tuvo que huir. Intento que su ala derecha cargara pero los milicianos tucumanos se retiraron sin luchar y la fuerza de Ibarra avanzó sin resistencia. Entonces la infantería unitaria huyó al bosque a salvarse.

## Consecuencias
Avellaneda huyó hacia el norte, pero, entregado por el jefe de su custodia, sería ejecutado en Metán por orden de Oribe y Maza. Lavalle logró escapar hasta San Salvador de Jujuy con 200 jinetes, donde fue muerto por casualidad por una partida federal. Sus restos fueron trasladados hasta Potosí por Pedernera. Este último tendría más suerte, ya que llegaría a ser vicepresidente de la Nación, aunque tuvo que presidir la disolución de su propio gobierno en 1861. También se inició el periplo de 2000 opositores a Rosas que huyeron a exiliarse en Chile.
Del lado federal, Gutiérrez sería gobernador de Tucumán durante diez años, Lagos se convertiría en el jefe del federalismo porteño después de la caída de Rosas, y Oribe lograría volver a su país, Uruguay, para gobernar la mayor parte de este por otros nueve años, durante la llamada Guerra Grande.
La batalla de Famaillá señaló el final de la Coalición del Norte. También fue la última batalla de Lavalle, y la penúltima de esa guerra civil; sólo cinco días más tarde, Lamadrid era derrotado en la batalla de Rodeo del Medio, y el país volvía a ser controlado por el partido federal, casi sin oposición, por otros diez años.